# Ordre de bataille de Cheat Mountain
L'ordre de bataille de Cheat Mountain présente les unités et les commandants de l'armée de l'Union et de l'armée confédérée qui ont combattu lors de la bataille de Cheat Mountain de la guerre de Sécession les 12 et 13 septembre 1861, dans l'actuelle Virginie-Occidentale.

## Abréviations utilisées

### Grade militaire
- Général

- Major général -  Major général
- Brigadier général -  Brigadier général
- Colonel -  Colonel
- Lieutenant colonel -  Lieutenant-colonel
- Commandant -  Commandant
- Capitaine -  Capitaine
- Premier lieutenant -  Premier lieutenant

### Autre
- (b) = blessé
- mb = mortellement blessé
- † = tué
- (PDG) = capturé

## Forces de l'Union

### District de Cheat Mountain
Brigadier général Joseph J. Reynolds
| Brigade                                               | Unité |
| ----------------------------------------------------- | --- |
| Première brigade Brigadier général Joseph J. Reynolds | - 7th Indiana : Colonel Ebenezer Dumont - 9th Indiana : Colonel Robert H. Milroy - 13th Indiana : Colonel Jeremiah C. Sullivan(p184) - 14th Indiana : Colonel Nathan Kimball(p184) - 15th Indiana : Colonel George D. Wagner(p184) - 17th Indiana : Colonel Milo S. Hascall(p184) - 3rd Ohio : Colonel Isaac H. Marrow - 6th Ohio : Colonel William K. Bosley(p184) - 24th Ohio : Colonel Jacob Ammen(p184) - 25th Ohio : Colonel James A. Jones(p184) - 32nd Ohio : Colonel Thomas H. Ford - 2nd West Virginia : Colonel John W. Moss(p185), - 3rd West Virginia : Colonel David T. Hewes |
| Artillerie                                            | - Batterie de l'Indiana de Rigby - Batterie A du 1st Michigan Artillery - Douzième batterie indépendant de l'Ohio - 4th U.S. Artillery, batterie G : Capitaine Albion P. Howe - Batterie A du 1st West Virginia |
| Cavalerie                                             | - Cavalerie de l'Indiana de Bracken - 1st Ohio Cavalry, compagnie A - 1st Ohio Cavalry, compagnie C |

## Forces confédérées

### Armée du nord-ouest
Général Robert E. Lee
| Brigade                                               | Unité |
| ----------------------------------------------------- | --- |
| Première brigade Brigadier général Henry R. Jackson   | - 3rd Arkansas : Colonel Albert Rust - 23rd Virginia : Colonel Alexander Taliaferro - 25th Virginia - 31st Virginia : Colonel William L. Jackson |
| Deuxième brigade Brigadier général Samuel R. Anderson | - 1st Tennessee : Colonel George Maney - 4th Tennessee - 16th Tennessee                                                                          |